# Enric Bertran
Enric Bertran (Sants, 14 de novembre de 1865 -¿?) Va ser un tenor més líric que dramàtic de notable prestigi internacional. Començà a ser conegut l'any 1889 per la premsa barcelonina. Destacà la seva actuació a l'òpera Carmen al teatre Tívoli. El 1889 també va actuar al Gran Teatre del Liceu, a més de participar en la mateixa temporada per Los amantes de Teruel (T. Bretón) i Faust el maig del mateix any.
Marxà a Itàlia per perfeccionar la seva tècnica vocal i participà a l'òpera Wally l'octubre de 1892 amb un públic exigent en el Festival Colombí on hi participaren H. Darclée i R. Pinkert (sopranos), A. Pini-Corsi i V. Aimondi (baixos) amb la direcció de Toscanini. Es traslladà a Carrara el desembre de 1892 pel primer Rigoletto del Teatro Politeama. Amb aquestes dues actuacions va obrir-se les portes pel primer coliseu de Milà, La Scala. Va encetar-lo amb el mateix Rigoletto i Lucia di Lammermoor. Amb aquesta última va col·laborar amb Nellie Melba i Ramón Blanchart a Gènova el 1893. El 21 de setembre de 1893 va estrenar en el Teatro Comunale de Bolonia l'òpera Vandea, de F. Clementi. El gener de 1894 va estrenar a La Scala Loreley de A. Catalani amb Carmen Bonaplata. Del febrer de 1894 al del 1895 Bertran interpreta els seus primers personatges Wagnerians Lohengrin e Il vascello fantasma (el conegut Holandès errant en la seva versió italiana).Recupera Loreley estrenantla al Teatro Comunale de Treviso l'any 1895 amb la direcció d'un Toscanini renovat.
Va tornar a Barcelona on ofereix set funcions de l'òpera Lohengrin el novembre de 1895 on va rebre una crítica negativa per part del Diari de Barcelona: ‘Voz mal dominada, escuela poco correcta'. L'any següent ofereix Cavalleria rusticana al públic valencià del Teatro Principal l'abril de 1896 i al teatre líric de Milà el novembre del mateix any. Continua la seva carrera per itàlia fins que al desembre de 1897 el Liceu el torna a reclamar per dur a terme de nou Carmen. Torna a obtenir males críticques per part del Diari de Barcelona: ‘Interpretó a Don José con escaso éxito'.
A partir d'aquest moment redueix la seva activitat donant preferència a obres wagnerianes obtenint amb aquestes millors crítiques. Es destaca la seva actuació al Teatro Municipale de Piacenza el gener de 1900 amb Lohengrin. És l'últim rastre que tenim del seu nom ja que a partir d'aquest moment deixa d'aparèixer a les cròniques musicals.